# Fred Hume

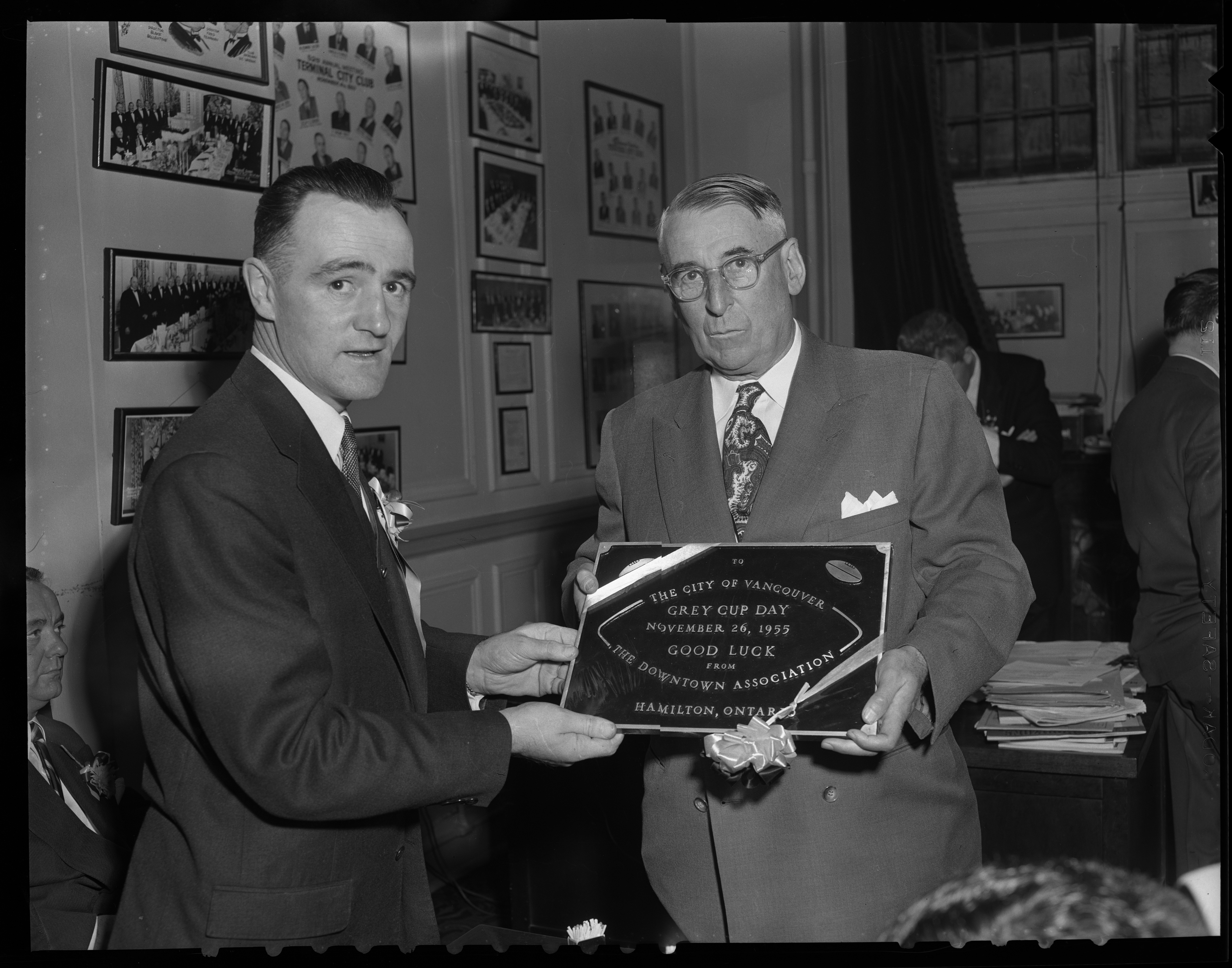
Bürgermeister Frederick Hume (rechts) beim Erhalt einer Gedenktafel anlässlich des Grey Cups 1955

Frederick „Fred“ John Hume (* 2. Mai 1892 in New Westminster, British Columbia; † 17. Februar 1967 in West Vancouver, British Columbia) war ein kanadischer Lacrossespieler, Unternehmer, Politiker, sowie Fußball-, Lacrosse- und Eishockeyfunktionär. Nachdem er seine Laufbahn als Lokalpolitiker gestartet war, war er von 1934 bis 1941 Bürgermeister seiner Heimatstadt New Westminster und von 1951 bis 1958 Bürgermeister von Vancouver. Parallel dazu übte er bereits Tätigkeiten als Sportfunktionär aus, die er nach dem Ausscheiden aus der Politik weiterhin betrieb.
Für seine Eishockeytätigkeiten, so wird ihm unter anderem ein Großteil der Arbeit am Amateur- und Profieishockey im Pazifischen Nordwesten in diesen Jahren angerechnet, wurde er bereits im Jahre 1962 in die Hockey Hall of Fame aufgenommen. Der Eigentümer des späteren NHL-Franchises Vancouver Canucks war stets bemüht ein NHL-Franchise in Vancouver zu integrieren.

## Leben und Karriere
Fred Hume wurde am 2. Mai 1892 als Sohn von John und Alice Hume in einem kleinen Holzhaus in der zur Metropolregion Vancouvers gehörenden Kleinstadt New Westminster in der kanadischen Provinz British Columbia geboren. Sein Großvater gehörte den Royal Engineers unter dem damaligen Colonel Moody an, die British Columbia in dieser Zeit aufbauten. Im Jahre 1859 gehörten seine Großmutter und sein Großvater zu den ersten Siedlern, die sich von Schottland aus kommend im heutigen New Westminster niederließen. Nachdem sein Vater früh gestorben war, brach er im Alter von 13 Jahren seine Schulausbildung ab, um seine Mutter und Geschwister zu unterstützen und nahm in dieser Zeit zahlreiche verschiedene Arbeiten an. So arbeitete er unter anderem auch für die BC Telephone Company als Telefonleitungsmonteur, beendete dort jedoch sein Engagement, als der frisch vermählte Vater von zwei Kindern nach Victoria geschickt werden sollte. Noch in jungen Jahren war er in der Lokalpolitik aktiv und wurde im Jahre 1921, zu diesem Zeitpunkt 29-jährig, in den Stadtrat seiner Heimatstadt gewählt.
Parallel dazu begann er auch eine Sportlaufbahn als Lacrossespieler in New Westminster und gründete in dieser Zeit zusammen mit einem Partner eine Elektro-Kontraktor-Firma. Ebenfalls noch in jungen Jahren fungierte er von 1926 bis in die frühen 1930er als Präsident der Fußballmannschaft Westminster Royals, die er mitgründete und mit denen er im Jahre 1928 erstmals den Canadian National Challenge Cup, die damalige kanadische Meisterschaft, gewann. Auch in den Jahren 1930 und 1931 gewann er mit dem Team diesen Bewerb und war mit der Mannschaft als deren Präsident zudem dreimaliger Province Cupsieger von British Columbia (1929–1931), sowie zweimaliger Mainland Cupsieger (1928–1929), der Meisterschaft des Lower Mainland. Als Stadtrat von New Westminster wurde er im Jahre 1934 ins Amt des Bürgermeisters gewählt, das er bis 1941 innehatte. Auch während dieser Zeit war Hume weiterhin als Sportfunktionär tätig. So formte er die New Westminster Salmonbellies neu, die zuvor nur im Freien Lacrosse spielten und ab Mai 1932 auch in der Halle agierten. Mit dem Team, das ab dieser Zeit an der Western Lacrosse Association, die Hume ebenfalls mitgegründet hatte, mitwirkte, gewann er als deren Präsident im Jahre 1937 den Mann Cup, die Meisterschaft im kanadischen Lacrosse.
Obwohl er zu diesem Zeitpunkt bereits in West Vancouver lebte, wurde Fred Hume im Jahre 1951 zum Bürgermeister von Vancouver gewählt und löste dabei den Freimaurer der Melrose Lodge No. 67, Charles Edwin Thompson, ab. Im Amt als Bürgermeister fiel er vor allem aufgrund seiner Großzügigkeit und als Philanthrop auf, so spendete er sein gesamtes Jahresgehalt wohltätigen Zwecken und arbeitete für einen symbolischen Dollar. Parallel zu seinem Amtsantritt wurde er am 9. Juni 1951 von der Freimaurerloge der Shriners in der Union Solomon Loge No. 9 mit Sitz in New Westminster des Murat Shrine aufgenommen. Während seiner Zeit als Vancouvers Bürgermeister war er an der Gründung der von 1952 bis 1974 bestehenden Western Hockey League, einer damaligen professionellen Eishockey-Minor-League. Als Eigentümer der New Westminster Royals, die er von 1952 bis 1959 besaß, nahm er mit der Mannschaft am Spielbetrieb der Western Hockey League teil. Die Mannschaft, die er jahrelang an der Seite von Ken MacKenzie führte, musste im Jahre 1959 aufgegeben werden, nachdem eine konstante Profitabilität nicht aufrechterhalten werden konnte. Das Franchise wurde daraufhin nach Portland, Oregon, verkauft, wo es fortan bis 1976 als Portland Buckaroos weitergeführt wurde, ehe es zu einer gänzlichen Auflösung kam.
Weiters holte Hume in seiner Amtszeit die British Empire and Commonwealth Games 1954 nach Vancouver, ein Jahr später auch erstmals den Grey Cup, die Meisterschaft der Canadian Football League. Weiters half er mit die Vancouver Mounties, ein hochklassiges MiLB-Team mit Spielbetrieb in der Pacific Coast League, im Jahre 1956 nach Vancouver zu bringen. Nachdem der zur NPA gehörende Hume, der oftmals als Friendly Fred bezeichnet wurde und bis heute als nettester Bürgermeister Vancouvers gilt, im Jahre 1958 vom parteilosen Stadtrat A. Thomas Alsbury als Bürgermeister abgelöst wurde, zog er sich gänzlich aus der Politik zurück und arbeitete wieder in seiner eigenen Firma. Während seiner Zeit als Vancouvers Bürgermeister entstanden unter anderem auch die Granville Street Bridge und die Oak Street Bridge, eine Polizeistation, eine öffentliche Bibliothek, sowie das 1954 erbaute und 1993 wieder abgerissene Empire Stadium. In seiner Amtszeit war er auch als Lieutenant Governor of British Columbia im Gespräch.
Nachdem er bereits im Jahre 1923 zusammen mit seinem Bruder im hinteren Teil einer Elektrowerkstatt in New Westminster den Radiosender CFXC, den erst zweiten Radiosender in ganz British Columbia, in Betrieb nahm, und diesen als Teilhaber, Manager und DJ betreute, verkaufte er den Sender rund drei Jahre später für eine Ablösesumme in Höhe von 600 $. Der Radiosender besteht noch immer und wird von der Jim Pattison Group betrieben. Im Laufe der Jahre entwickelte sich seine Firma Hume and Rumble Ltd. zur größten dieser Art in Westkanada. Beim anschließenden Verkauf der Firma 1961 wurde Hume, der in diesem Jahr aufgrund einer Parkinson-Erkrankung in den vorzeitigen Halbruhestand ging, ein reicher Mann. 1962 kaufte er das in der WHL spielende Franchise Vancouver Canucks vom bisherigen Besitzer Pacific National Exhibition für eine kolportierte Ablösesumme von 175.000 $, was heute (Stand: 2016) inflationsbereinigt rund 1,4 Millionen Dollar entspräche. Noch im gleichen Jahr wurde er für seinen steten Einsatz, ein NHL-Team an die Westküste zu bringen, von der Hockey Hall of Fame aufgenommen. Im Laufe der nächsten Jahre investierte er viel Geld in das Team und deren komplette Infrastruktur, so entstand unter anderem auch das Pacific Coliseum, um die NHL aufmerksam zu machen und nach Vancouver zu lotsen. Das Stadion war fortan bis 1995 die Heimspielstätte der Canucks, ehe diese durch die Rogers Arena abgelöst wurde; heute spielen noch die Vancouver Giants in der neuen Western Hockey League im Pacific Coliseum.
Nachdem er seit jeher daran arbeitete ein NHL-Franchise nach Vancouver zu holen, gelang ihm das zeitlebens nicht. Erst drei Jahre nach seinem Tod erhielt die Stadt im Laufe einer weiteren Expansion von der NHL ein Franchise; „seine“ Vancouver Canucks wechselten daraufhin von der WHL in die höchste Eishockeyliga Nordamerikas. Noch heute ist der alljährlich von den Canucks vergebene Fred J. Hume Award dem sportbegeisterten Fred Hume gewidmet; ein weiterer Preis zu seinen Ehren wurde einst jedes Jahr an den Spieler, der im Verlauf der abgelaufenen Western-Hockey-League-Saison einen hohen sportlichen Standard und vorbildliches Benehmen kombinieren konnte, vergeben. Dieser letztgenannte Preis ist der Lady Byng Memorial Trophy in der NHL gleichzusetzen. Im Jahre 1966 erfolgte die Wahl in die neugegründete BC Sports Hall of Fame. Weiters ist Fred Hume in der 1965 ins Leben gerufenen Canadian Lacrosse Hall of Fame, in die er im Gründjahr 1965 aufgenommen wurde. Des Weiteren ist er seit in der Greater Vancouver Hall of Fame  und wurde 1964 Ehrenbürger von Vancouver (Freeman of the City).
Im Alter von 74 Jahren erlag Fred Hume am 17. Februar 1967 seiner Parkinson-Erkrankung in seinem Haus in West Vancouver, in dem er jahrzehntelang lebte und das in der Region vor allem für seine beeindruckende Weihnachtsbeleuchtung bekannt war. Das Haus mitsamt der Beleuchtung wurde in weiterer Folge vom kanadischen Industriellen und Milliardär Jim Pattison, dem Gründer der bereits genannten Jim Pattison Group, übernommen. Hume wurde im Beisein von rund 2.000 Trauergästen am Forest Lawn Memorial Park in Burnaby im Südwesten British Columbias beigesetzt.